# Self Esteem
 (août 2008).
Si vous disposez d'ouvrages ou d'articles de référence ou si vous connaissez des sites web de qualité traitant du thème abordé ici, merci de compléter l'article en donnant les références utiles à sa vérifiabilité et en les liant à la section « Notes et références ».
Singles de the Offspring
Come Out and Play
(1994) Gotta Get Away
(1995)
Self Esteem est le second single et la 8e piste de l'album Smash sorti en 1994 du groupe de punk-rock californien The Offspring et dure 4 min 17. 
La chanson commence par des « la la la » chanté par les membres du groupe. Initialement une guitare acoustique aurait dû servir pour l'introduction avant que les guitares électriques ne viennent ensuite. Après l'introduction, Greg Kriesel joue un riff de basse qui est présent pendant toute la chanson et le riff principal de la chanson est joué sur des guitares électriques.
La chanson parle d'une relation amoureuse dans laquelle la fille a le dessus par rapport à son copain car il n'a pas « d'amour-propre » (self esteem en anglais). Cependant contrairement à ce qui a pu être dit, la chanson n'est pas autobiographique ; Dexter Holland a raconté que la chanson lui a été inspirée d'une ancienne amie ou d'un ancien ami qui a vécu cette situation[réf. nécessaire].

## Clip vidéo
Le clip de la chanson a été lancé en août 1994 et a été réalisé par Darren Lavett (qui a également réalisé le clip Come Out and Play). Il met en scène le groupe sur scène, Dexter Holland chantant avec le microphone au début du clip, puis jouant de la guitare. Dexter Holland porte trois T-shirts différents dans le clip : le premier est un T-shirt Sex Pistols, le deuxième est un T-shirt The Germs et le dernier concerne le T-shirt The Vandals quand il apparait brièvement en squelette humain. Noodles aurait déclaré qu'il a donné sa Fender Stratocaster à l'une des personnes apparaissant dans le clip.
Self Esteem reste l'un des clips les plus renommés du groupe et a aidé à lancer la chanson sur les radios américaines.